# Vanilla Twilight
Singles de Owl City
Fireflies
(2009) Umbrella Beach
(2010)
Vanilla Twilight est une chanson d'Owl City, provenant de l'album Ocean Eyes mais également sortie en single à l'instar de Fireflies et suivie de Umbrella Beach et The Saltwater Room.